# Oakura (fleuve)
L'Oakura  (anglais : Oakura River) est un cours d’eau du district de New Plymouth, dans la Région de Taranaki de l’Île du Nord de la Nouvelle-Zélande.

## Géographie
De 17 km de longueur, l'Oakura s’écoule vers le nord sur les pentes du mont Taranaki/Egmont, près du Kiri Peak (1 342 m), virant vers le nord-ouest avant d’atteindre la Mer de Tasman au nord de la ville de Oakura, au sud-ouest de New Plymouth.

## Affluents
Le fleuve Oakura a pour affluents :
- l'Oraukawa Stream (rd[note 2]),
- le Wakamure Stream (rg),
- le Kiri Stream (rd),
- Te Pikiwati Stream (rg),
- Pirongiha Stream (rg),
- Te Maketu Stream (rd),
- le Mormona Stream (rd)[note 3]

## Aménagements et écologie
Le fleuve Oakura traverse la Carrington Road et le Parc national d'Egmont.